# دانشگاه ایالتی میشیگان
دانشگاه ایالتی میشیگان (به انگلیسی: Michigan State University) یک دانشگاه تحقیقاتی دولتی در لنسینگ شرقی واقع در ایالت میشیگان آمریکا است که در سال ۱۸۵۵ میلادی بنیان‌نهاده شده‌است.
در طول سال‌های متمادی، همواره این دانشگاه در حوزهٔ علوم کشاورزی، علوم گیاهی، علوم جانوری، علوم صنایع غذایی و همچنین علوم دامپزشکی در میان ۲۵ دانشگاه برتر جهان قرار داشته‌است.

## دانش‌آموختگان سرشناس ایرانی
از ایرانیان مشهوری که دانش‌آموختهٔ این دانشگاه هستند، می‌توان:
- علی اکبر عرب‌مازار، اقتصاددان و سیاست مدار ایرانی و استاد تمام اقتصاد گرایش برنامه‌ریزی سیستم‌های اقتصادی دانشکده اقتصاد دانشگاه شهید بهشتی، رئیس اسبق سازمان امور مالیاتی کشور و معاون اسبق امور‌ مالیاتی وزارت اقتصاد و دارایی ایران
- غلامعلی افروز را نام برد که نخستین دانش‌آموختهٔ ایرانی در رشتهٔ روان‌شناسی و آموزش کودکان استثنایی است، از دانش‌آموختگان این دانشگاه می‌باشد.
- مجتبی شمسی‌پور، شیمی‌دان ایرانی و استاد گروه شیمی دانشگاه رازی کرمانشاه نیز، دانش‌آموختهٔ دانشگاه ایالتی میشیگان است.
- حسن لاهوتی مترجم و مولوی‌شناس نیز از فارغ‌التحصیلان این دانشگاه بود.
- منوچهر عسگری‌نسب کارگردان پیشین سینما و فارغ‌التحصیل کارشناسی ارشد سینما از این دانشگاه است.[۷]
- محمد بهشاد شفیعی، استاد دانشگاه صنعتی شریف در رشته مهندسی مکانیک نیز از فارغ‌التحصیلان این دانشگاه است.
- بهروز مینایی، استاد دانشگاه علم و صنعت ایران در رشته مهندسی و علوم کامپیوتر نیز از فارغ التحصیلان این دانشگاه است.

## نگارخانه

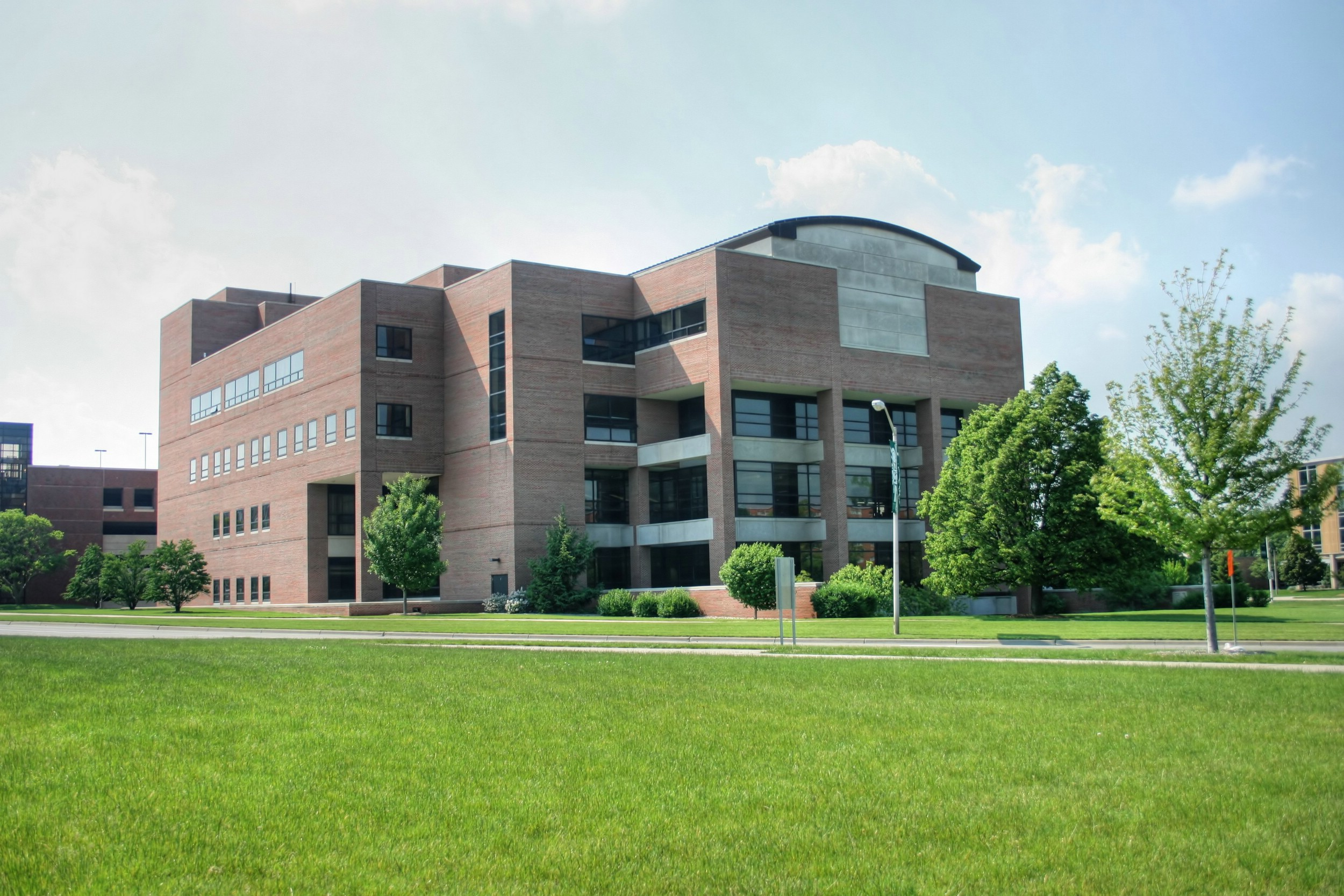
دانشکده حقوق
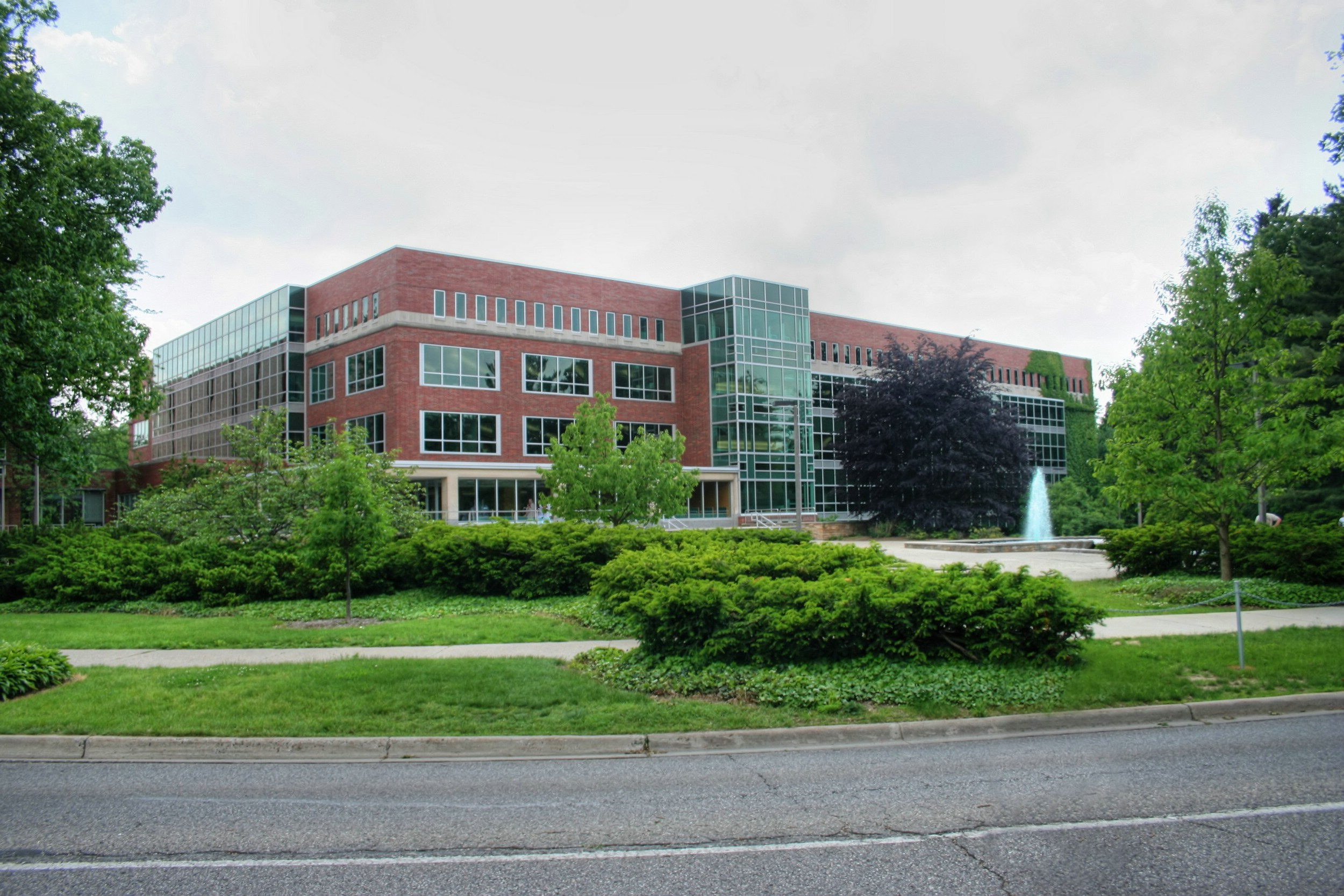
کتابخانه
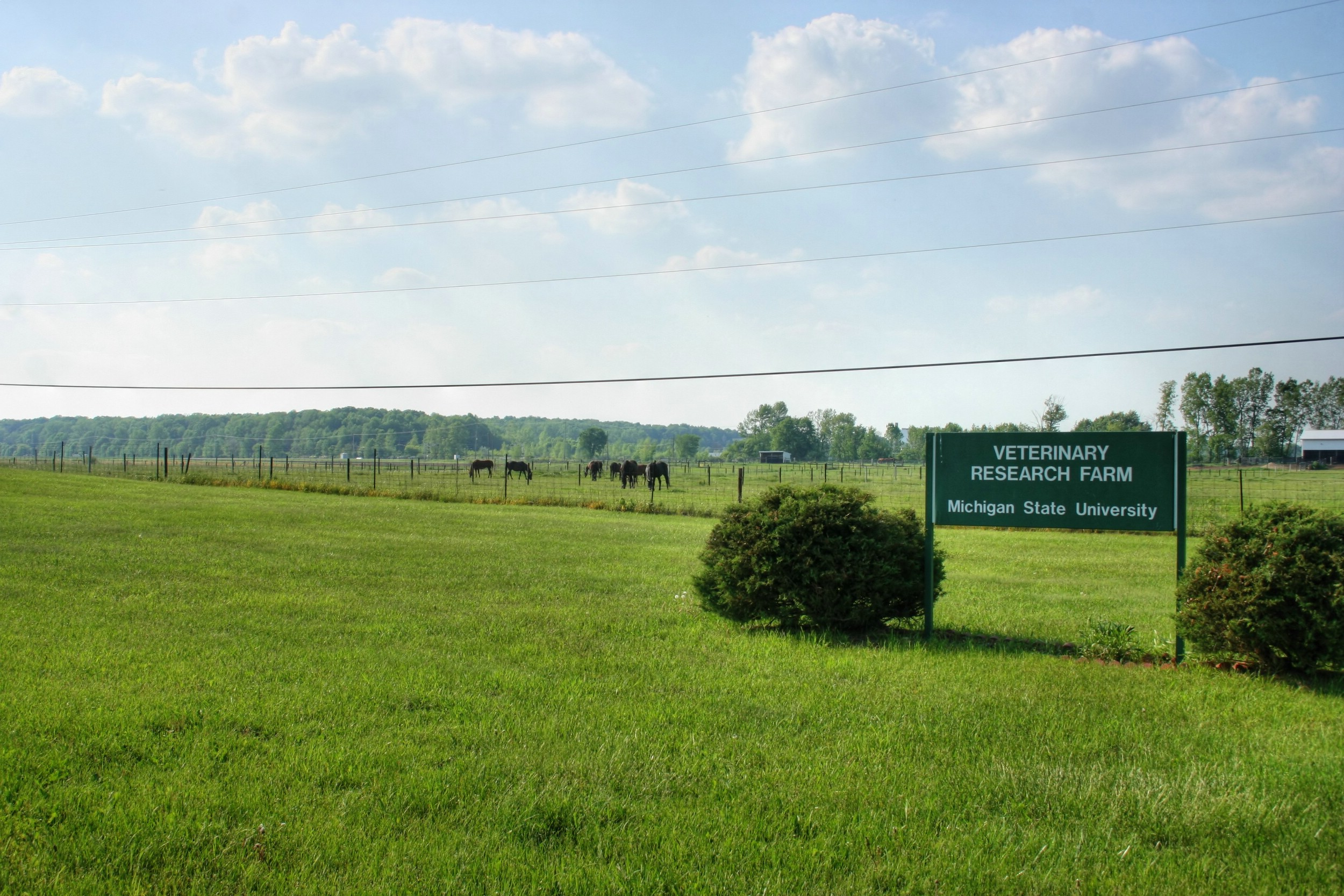
مزرعه تحقیقاتی دامپزشکی
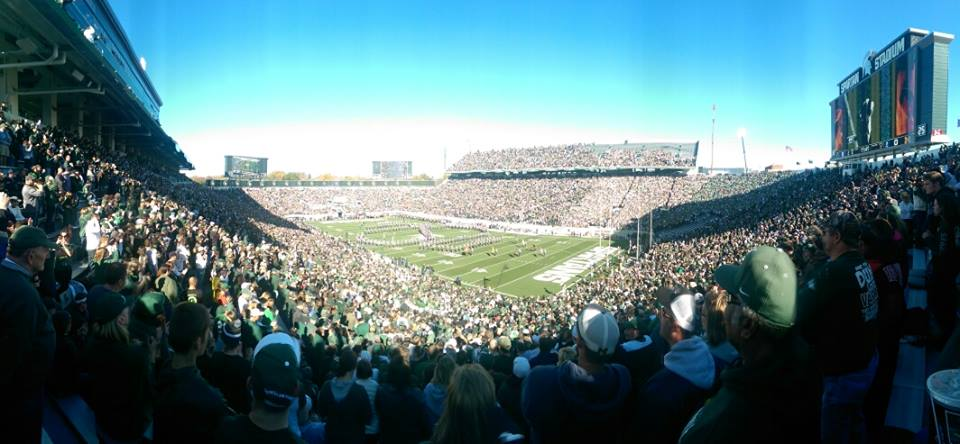
استادیوم فوتبال آمریکایی دانشگاه
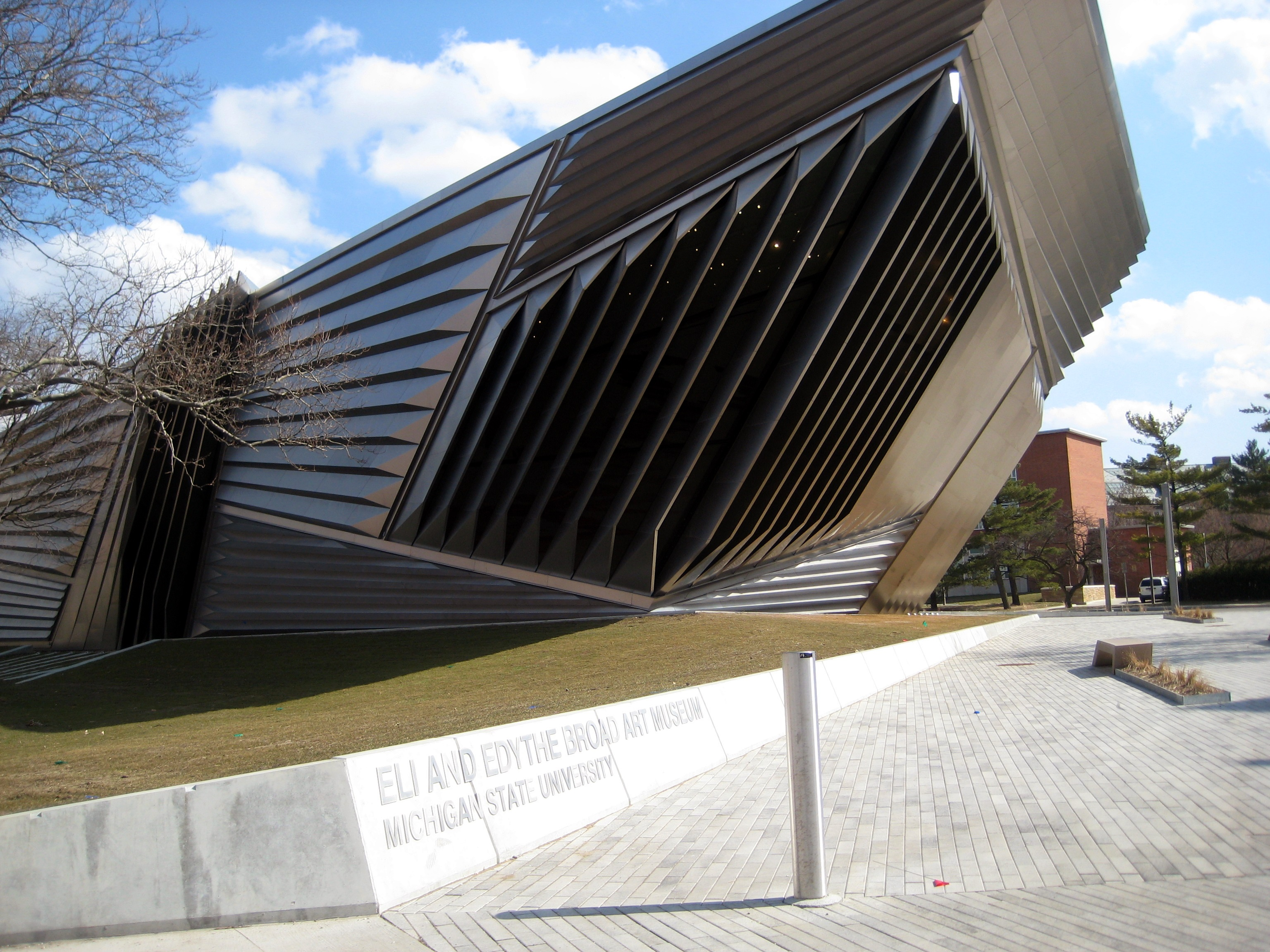
ساختمان موزه هنر دانشگاه
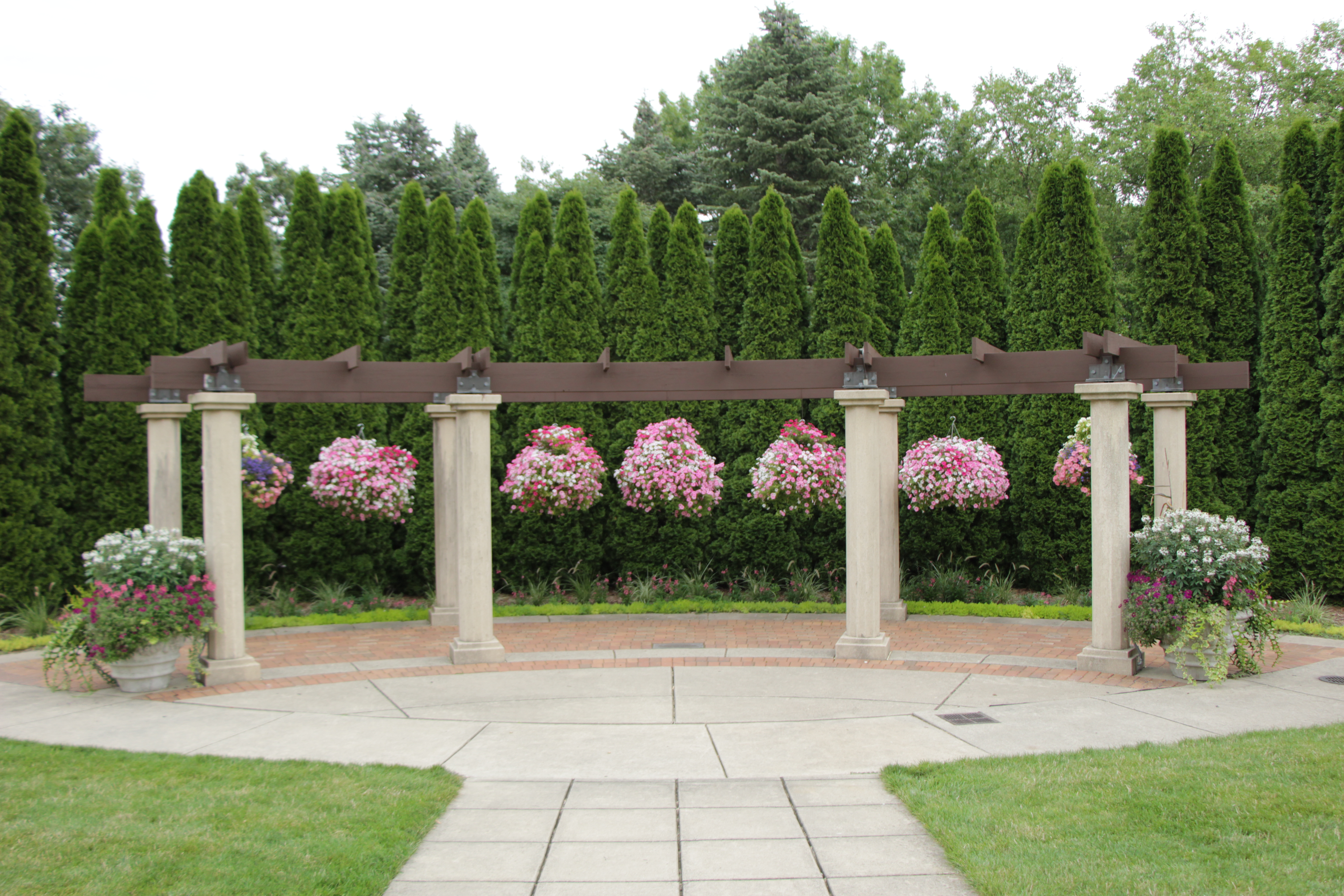
باغ‌های رشته فضای سبز دانشگاه